# Jämshögs församling
Jämshögs församling är en församling i Blekinge kontrakt, Lunds stift och Olofströms kommun. Församlingen utgör ett eget pastorat. 
Församlingskyrkor är Olofströms kyrka och Jämshögs kyrka.

## Administrativ historik
Jämshögs församling har medeltida ursprung med en kyrka från 1100-talet. 1 maj 1865 utbröts Kyrkhults församling ur denna församling. 1940 indelades församlingen i två kyrkobokföringsdistrikt: Jämshögs kbfd (till 1966 101700, från 1967 106002) och Olofströms kbfd (till 1966 106000, från 1967 106001). De stod kvar till den 1 juli 1991 när samtliga kyrkobokföringsdistrikt upphörde. Församlingen bildade före 1864 pastorat med Näsums församling för att från 1864 utgöra ett eget pastorat.
Namnet på församlingen har växlat: Den hette Gemsjö församling fram till den 28 november 1884, då den bytte till Jemshögs församling. År 1902 fick den sitt nuvarande namn.

## Series pastorum
| Ämbetstid | Namn             | Levnadstid | Övrigt |
| --------- | ---------------- | ---------- | ------ |
| 1942–1970 | Olof Hahne       | 1905-1988  |        |
| 1970–1975 | Lennart Frejborn | 1926-2014  |        |
| 1976–1988 | Arne Wendel      | 1927-2020  |        |
| 1989–1998 | Nils Forsberg    | 1933       |        |
| 1998–2006 | Mauritz Rehn     | 1955       |        |
| 2006–2018 | Anders Blixt     | 1954       |        |
| 2018-     | Lars Arvidsson   | 1955       |        |

## Organister och kantorer
| Ämbetstid | Namn                 | Levnadstid | Övrigt              |
| --------- | -------------------- | ---------- | ------------------- |
| 1820–1857 | Otto Pettersson      | 1780–1857  | Kantor              |
| 1848–1852 | Lars August Ahlstedt | 1821–1903  | Kantor och organist |
| 1877–1903 | Lars August Ahlstedt | 1821–1903  | Kantor och organist |